# Haldano, o Negro
Haldano, o Negro (em latim: Haldanus Niger; em nórdico antigo: Hálfdan svarti; em norueguês: Halvdan Svarte) foi o pai do primeiro rei da Noruega, Haroldo Cabelo Belo, e rei de Folde Ocidental.

## Vida

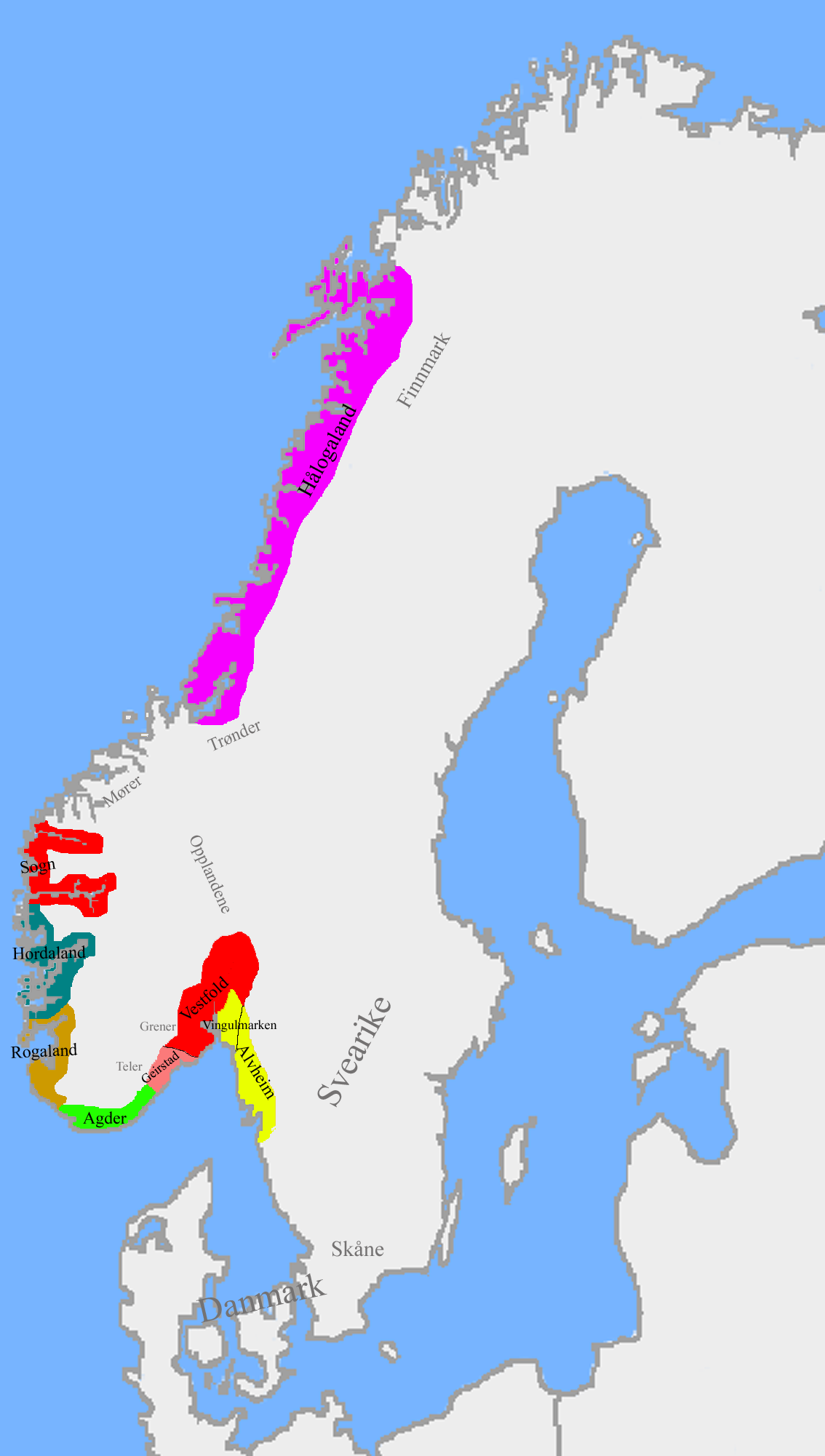
Em vermelho, o mapa do reino de Haldano, na altura da sua morte

De acordo com os livros Heimskringla e Fagsrkinna, Haldano era filho de Gudrodo, o Caçador, rei de Folde Ocidental. A sua mãe também é referida como sendo Asa, filha do rei Haroldo de Agder. 
Seu pai foi morto por uma facada infligida por um criado seu, quando Haldano tinha apenas um ano de idade. A mãe de Haldano terá dado a ordem de execução do seu próprio marido para vingar a morte de seu pai, Haroldo barba ruiva de Adger, e de seu irmão Gyrd, mortos por soldados deste. Gudrodo fizera dela sua esposa e mãe de seu filho após a execução do pai e do irmão desta. 
Asa levou então Haldano de volta para o reino de Agder, onde viria a ser criado. Quando tinha cerca de 18 anos de idade, tornou-se rei de Agder. Rapidamente começou a aumentar o seu reino, através de negociações políticas e de conquistas militares. Dividiu o reino de Folde Ocidental com seu meio-irmão Olavo, o Elfo de Geirstado, através de manobras militares, persuadiu o rei Gandalfo de Vingulmarca a ceder-lhe o seu reino.
Em seguida, Haldano subjugou uma área conhecida como Romerícia. Para assegurar as suas pretensões sobre Romerícia, Haldano começou por derrotar e matar o soberano anterior, Sigtryg Eysteinsson, em combate. Mais tarde, derrotou o irmão e sucessor de Sigtryg, Ósteno, numa série de batalhas. Estas vitórias permitiram que Haldano se tornasse senhor não só de Romerícia, mas também de metade de Hedemarca, a parte central do reino de Sigtryg e de Ósteno. 
De acordo com as fontes disponíveis, Haldano afogou-se ao cair para dentro do gelo do lago Randsfjorden, num a viagem de regresso a casa, vindo de Hadelândia. O seu cavalo e o seu trenó terão quebrado o gelo enfraquecido por fezes de gado. Foi sepultado numa mamoa em Stein, em Ringerícia. De acordo com a versão apresentada no livro Heimskringla, todos os distritos que compunham o seu reino reclamaram a sua sepultura, tendo concordado em dividir o seu corpo em quatro partes. Assim, existiriam quatro mamoas de Haldano diferentes. Segundo esta versão, apenas a sua cabeça estaria sepultada em Ringerícia.